# Margarita Golubeva
Margarita Aleksandrovna Golubeva (São Petersburgo, 3 de maio de 2001), é uma modelo, cantora e rainha da beleza russa, vencedora do Miss Rússia em 2023, participou do concurso Miss Universo 2023 em El Salvador.

## Biografia
Golubeva nasceu em 3 de maio de 2001 em São Petersburgo. Ela era aluna do quinto ano da Academia Aduaneira Russa do Serviço Federal de Alfândega da Rússia, em Moscovo, e aluna do segundo ano da Universidade Estatal de Arte e Cultura de Moscou, em Khimki, estudando canto pop-jazz nesta última instituição.

## Concurso de beleza
Em 25 de fevereiro de 2023, Golubeva representou a Rússia no Miss Europa 2023 e competiu contra 26 outras candidatas no Theatre Casino du Liban, no Líbano, onde terminou em 2.ª colocada e perdeu para a eventualmente vencedora Natalia Guglielmo, da Itália.
Em 8 de outubro de 2023, Golubeva representou São Petersburgo no Miss Rússia 2023 e competiu contra 50 outras candidatas no Barvikha Luxury Village Concert Hall em Moscovo, onde ganhou o título e foi sucedida por Anna Linnikova. Em 18 de novembro de 2023, ela representará a Rússia no Miss Universo 2023 em San Salvador, El Salvador.